# Praskovya Uvarova
Condesa Praskovya Sergeevna Uvarova (en ruso: Прасковья Сергеевна Уварова), (Bobriki, provincia de Járkov, 9 de abril de 1840 - 30 de junio de 1924), de soltera Princesa Scherbatova (Щербатова), fue una arqueóloga rusa de Eslovenia. En 1885 se convirtió en presidenta de la Sociedad Arqueológica de Moscú y ocupó ese cargo hasta 1917.

## Biografía
Uvarova era hija de Sergey Alexandrovich (1800-1864) y la princesa Praskovya Borisovna (nee Svyatopolk-Chetvertinskaya) (1818-1899).  En el curso de su educación, dominó el francés, el alemán y el inglés.
En 1859, a los 18 años, se casó con el conde Aleksey Sergeyevich Uvarov (1818-1885), fundador y presidente de la Sociedad Arqueológica de Moscú y del museo histórico. Poco después de la boda, la pareja viajó a Roma , Nápoles y Florencia, donde Uvarova le presentó a su esposo los esplendores de Europa.

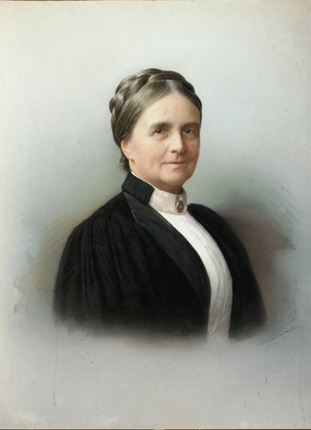
Praskowja Uvarowa alrededor de 1905

Cuando su esposo murió en 1885, ella lo sucedió como presidenta de la Sociedad Arqueológica y presidió diez congresos arqueológicos para toda Rusia. En 1895, Uvarova fue elegida miembro honoraria de la Academia de Ciencias de San Petersburgo, convirtiéndose en la primera mujer rusa en hacerlo. (Una sueca nacida en Rusia, Sofya Kovalevskaya, ya era miembro correspondiente de la academia). Uvarova realizó grandes expediciones con un enfoque en el Cáucaso , según Khrushkova, 
Ella exploró las áreas de las estribaciones del Cáucaso lejos de la costa. En sus propias palabras, tuvo que “muy a menudo llegar a los sitios por senderos completamente cubiertos de vegetación, poco conocidos e inaccesibles”, “recorriendo esos espacios de tierras altas o desfiladeros sordos que se encuentran más allá de las carreteras y las comunicaciones y que, con raras excepciones, sólo se puede llegar a caballo ”(Уварова 1894, 2). En la zona del valle de Tsebelda, Uvarova encontró un grupo de pequeñas iglesias medievales, a menudo decoradas con esculturas. Algunos de los monumentos que publicó siguen siendo poco conocidos.

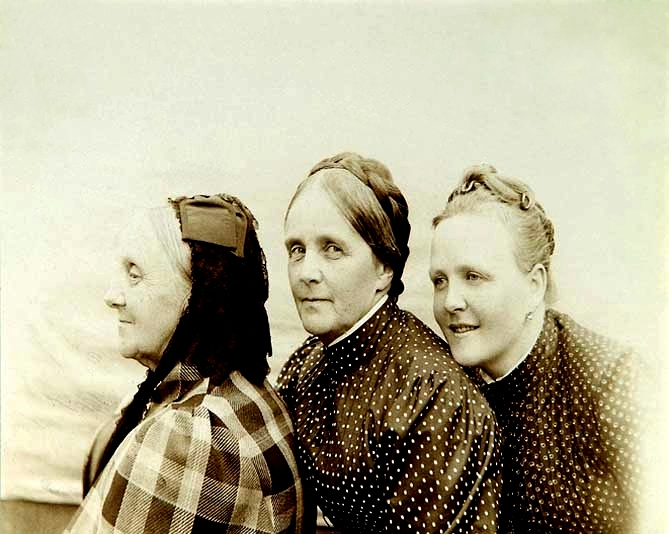
Condesa Praskovia Sergeyevna Uvarov (1840-1924), de soltera Princesa Shcherbatov (centro) con su madre, la Princesa Scherbatov Praskovia Borisovna (1818-1899), de soltera Sviatopolk-Chetvertinskaya (izquierda) y su hija Praskovia Alekseyevna Uvarov (1860-1934) (derecha) ..

Fruto de su trabajo, se publicaron por iniciativa suya varios volúmenes del Cáucaso Antiguo , varios de ellos con aportaciones propias, entre ellos (Materialy po archeologii Kavkaza) . En 1916, fue celebrada por 30 de los arqueólogos más distinguidos de la Rusia contemporánea. 
Como resultado de la Revolución Rusa de 1917, el título de "Condesa" se había convertido en un estigma y sus colecciones y propiedades fueron confiscadas. El 30 de junio de 1924 emigró a Yugoslavia, donde vivió modestamente. 
Uvarova murió a los 84 años el 30 de junio de 1924 en Dobrna, Eslovenia . Está enterrada en Novo Groblje (Nuevo Cementerio) en Belgrado.

### Familia
Uvarova y su esposo tuvieron siete hijos.
- Alexei (Алексей) (1859-1913)
- Praskovja (Прасковья) (1860-1934)
- Sergei (Сергей) (1862–1888)
- Ekaterina (Екатерина) (murió en la infancia, 1863)
- Ekaterina (1864-1953)
- Fyodor (Фёдор) (1866-1954)
- Igor (Игорь) (1869-1934)

## Membresías
- Miembro honorario de la Academia de Ciencias de San Petersburgo
- Miembro honorario de la Academia de Ciencias de Rusia